# 徐瑋婷
徐瑋婷（英語：Teresa，1988年12月18日—），台灣女藝人。出生於臺灣省台南市，畢業於長庚技術學院護理系，目前從事演藝工作，活躍於：綜藝節目、平面、戲劇、廣告代言、節目主持，曾是女人我最大的固定班底「虎妞」，也錄製過一代女皇、國光幫幫忙、麻辣天后宮、綜藝大集合等節目，還拍攝了尤物雜誌、柯夢波丹、cool雜誌專訪、曼哈頓婚紗樣本等平面。2018年跨海成功接下了中國衛視下一季行腳節目奇幻的旅程主持，也前往清邁參加每年一度的水燈節觀光大使。

## 演藝經歷

### 比賽
- 我猜我猜我猜猜猜比基尼美女男性票選冠軍
- 嬌生美肌大使第一名
- Uno女孩網路票選第一名

### 戲劇
- 真愛趁現在第六集 趙子宸女友

### 專訪
- 網路節目正妹最愛專訪
- 三立新聞專訪
- 蘋果日報專訪
- 娛樂新世界新聞採訪

### 錄影
- 女人我最大第一批女人軍團 虎妞
- 一代女皇
- 國光幫幫忙節目來賓及助理主持
- 麻辣天后宮
- 愛唷我的媽呀
- 打擊出去Liz師妹
- 歡樂智多星
- 綜藝大集合
- 移動樂園
- 大陸華娛衛視愛上女人香

## 作品

### 廣告作品
- 悅氏礦泉水廣告(鹿女孩)
- 7-11/24hr早餐(護士篇)
- 麥當勞早餐篇
- TOYOTA汽車廣告
- Uno女孩票選活動第一名

### 平面作品
- 尤物雜誌
- 柯夢波丹
- cool雜誌專訪
- 曼哈頓婚紗樣本平面
- 藏愛婚紗樣本平面
- 台北法國巴黎婚紗樣本平面
- 車訊雜誌內頁
- 壹週刊封面
- Levis牛仔服飾平面目錄
- 麻辣天后宮麻辣12月月曆女郎

## 出席活動
- benQ記者發佈會
- 富士相機記者發佈會
- UNO女孩
- yahoo雅虎購物中心活動展
- 台北新光三越服飾走秀
- samsung三星corby手機記者發佈會、活動會
- msi記者發佈會
- 泰國清邁水燈節觀光大使
- 泰國品牌商娜帕蒂卡Napattiga新品發布會

## 代言
- 中國百斯特郵輪
- 泰國奧卡寧保養品
- 泰國Heal乳膠枕
- 台灣林口A7房地產